# テラヘルツ
テラヘルツ（THz）は国際単位系における周波数の単位で、1012ヘルツ（Hz）（=1000000000000 Hz）、1000ギガヘルツ（GHz）、0.001ペタヘルツ（PHz）に相当する。1 THzの1周期は1ピコ秒で、電磁波の場合の波長はおよそ300マイクロメートルである。

## 概要
テラヘルツ帯の電磁波はテラヘルツ波と呼ばれ、光波の直進性と電波の透過性を兼ね備えた波長領域である。日本の電波法では、「「電波」とは、三百万メガヘルツ以下の周波数の電磁波」と定められており（三百万メガヘルツ=3M×MHz=3THz）、それ以上は遠赤外線となる。テラヘルツの領域の電波はマイクロ波と呼ばれる電波の一種である。
テラヘルツ電磁波は大気中での減衰が大きいので、その到達距離は短い。テラヘルツ電磁波を利用する技術は近年になって開発されたもので、医学画像や監視などに応用されている。
電磁波における最後の未踏領域とされ、今後市場全体で、2014年の5470万ドルから2024年には12億ドルとなる見込み。近年、成長する市場をあてこんで各国でベンチャー企業の参入が相次ぐ。
従来はテラヘルツの発振と検出には超伝導素子が使用されていたが、近年ではGaNのような化合物半導体やDAST有機光学結晶による非線形光学効果による室温での発振に成功している。
テラヘルツ時間領域分光（Terahertz time domain spectroscopy）では、テラヘルツ電磁波を物質の具体的な特徴描写のために使用している。特に、電磁波の位相と振幅を測定できるので、物質の詳細な測定が可能になる。

## 応用分野
- 医療関係 - 医薬品の固有のスペクトルを検出、可視化する[6]。腫瘍の検出[7]。医学研究。
- セキュリティ - 火薬類や禁止薬物のスペクトルを検出することで探知する[8]。
- 非破壊検査
- 無線通信 - 第6世代移動通信システムでの利用が検討されている。

## 符号位置
| 記号 | Unicode | JIS X 0213 | 文字参照          | 名称           |
| ---- | ------- | ---------- | ----------------- | -------------- |
| ㎔   | U+3394  | -          | &#x3394; &#13204; | テラヘルツ記号 |